# Bourg-de-Sirod
Bourg-de-Sirod è un comune francese di 100 abitanti situato nel dipartimento del Giura nella regione della Borgogna-Franca Contea.

## Società

### Evoluzione demografica
Abitanti censiti